# Mokoch

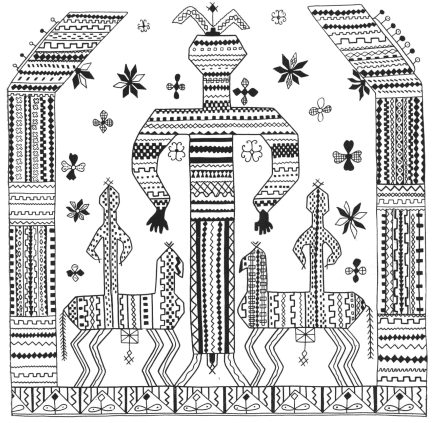
Broderie du Nord de la Russie, parfois interprétée comme une représentation de la Déesse mère (XIXe siècle).

Mokoch, ou Mokocha (en russe : Мокошь, en polonais : Mokosz) était la déesse de la terre mère et nourricière dans la mythologie slave. Selon certains chercheurs (Łowmiański, Borovskij), qui ont essayé de rapprocher son nom de la racine slave mok- (mouillé, humide), elle représentait la déesse de la pluie et de la tempête.
Le prince Vladimir lui avait érigé une statue à Kiev en compagnie de celles d'autres dieux, avant sa conversion au christianisme. C'est la seule divinité féminine slave généralement reconnue.
Elle est souvent représentée avec une large tête et de longs bras : ceci provient d'une assimilation avec une créature féminine légendaire du nord de la Russie, appelée mokocha, toute relation directe entre cette créature et Mokoch restant toutefois hypothétique. Elle est associée à la terre arable et fertile, protectrice de la divination et de la magie, ainsi qu'aux métiers de filage et de tissage. Elle aide les femmes à l'accouchement. On a envisagé qu'elle ait été l'épouse de Svarog, formant ainsi un couple Ciel / Terre, ou encore de Péroun. Elle était particulièrement honorée par les Slaves, au point que le simple crachat à terre était considéré comme un crime.
Le jour du vendredi lui était consacré.
Après la christianisation des pays slaves, son culte a été remplacé par celui de la Vierge Marie et de Sainte Parascève d'Iconium (en russe : Святая Параскева-Пятница).
En dehors de la Russie, on ne dispose que d'indices ténus d'un culte possible de Mokoch, notamment par la toponymie : il existe une commune tchèque nommée  Mokošín ; les noms des anciens villages de Muuks, en Poméranie occidentale, et de Moggast, en Haute-Franconie, ont aussi été envisagés comme étant en relation avec celui de Mokoch.